# Kraško jezero
Kraška jezera so kraška polja, stalno zalita z vodo, stalno poplavljena. V največ primerih je temu vzrok visoka gladina kraške talne vode oziroma morske gladine, kakor je v primeru Vranskega jezera na Cresu . Med kraška jezera bi lahko šteli tudi polja, ki jih je človek spremenil v jezera, največ zaradi izrabe vodne energije. Tudi na Cerkniškem jezeru je bil v 70. letih 20. stoletja poizkus stalne ojezeritve, da bi dobili jezero, predvsem za turizem.
Presihajoča jezera so v bistvu občasno poplavljena kraška polja. Lep primer presihajočega jezera oziroma kraškega polja je Cerkniško, ki je čez leto suho, od jeseni do spomladi, pa ob večjih in dolgotrajnejših padavinah, ojezeri. 
Pivška presihajoča jezera pa so poseben hidrološki primer. Ta jezera so kraške depresije, ki se napolnijo le ob zelo visokem vodostaju, zaradi dviga nivoja podzemne vode nad nivo jezerskega dna. Polnijo se postopoma, eno za drugim in ne vsa naenkrat.
Najbolj očitna razlika med presihajočimi ter običajnimi jezeri je ta, da vodna gladina pri presihajočih zelo niha, oziroma, da ta celo izginjajo medtem, ko pri običajnih jezerih, kratkoročno ne prihaja do velikih odstopanj.
Po trajanju stoječe vode v jezerih, ločimo periodično ter epizodno jezero. Periodično se pojavlja v točno določenih intervalih, epizodno pa enkrat na več let (primer epizodnega jezera najdemo na dolenjskem v uvali Velike Dole južno od Zagorice). Pivška presihajoča jezera so periodična.
Glede na nastanek jezerske kotanje ločimo korozijske, erozijske, glaciokraške, udorne ter kotanje mešanega nastanka. Vodne razmere v jezerih so odvisne od tega, kakšen je v njih vodni dotok ali odtok. Na Slovenskem je največ jezer izvirnih.